# 1991-es magyar tekebajnokság
Az 1991-es magyar tekebajnokság az ötvenharmadik magyar bajnokság volt. A bajnokságot május 11. és 12. között rendezték meg Budapesten, a BKV Előre pályáján.

## Eredmények
| Versenyszám            | Arany                                         | Arany | Ezüst                                          | Ezüst | Bronz                                                               | Bronz |
| ---------------------- | --------------------------------------------- | ----- | ---------------------------------------------- | ----- | ------------------------------------------------------------------- | ----- |
| Férfi napi egyéni      | Mészáros József BKV Előre                     | 987   | Tátrai László Sabaria SE                       | 945   | Molnár Csaba Ferencvárosi TC                                        | 930   |
| Férfi páros            | Mészáros József, Pete László BKV Előre        | 1881  | Madák Pál, Pete Zsolt BKV Előre                | 1858  | Rákos József, Deák István Szegedi Postás                            | 1848  |
| Férfi összetett egyéni | Mészáros József BKV Előre                     | 1946  | Tátrai László Sabaria SE                       | 1863  | Molnár Csaba Ferencvárosi TC                                        | 1861  |
| Női napi egyéni        | Czéró Ildikó Ferencvárosi TC                  | 474   | Vidács Györgyné Szegedi Építők                 | 472   | Németh Istvánné Győri Lenszövő-Richards                             | 465   |
| Női páros              | Szenczi Judit, Szilassy Erika Ferencvárosi TC | 916   | Vidács Györgyné, Török Marianna Szegedi Építők | 904   | Nagy Imréné, Bödőné Mracskó Annamária Debreceni MTE, Szegedi Építők | 887   |
| Női összetett egyéni   | Vidács Györgyné Szegedi Építők                | 936   | Czéró Ildikó Ferencvárosi TC                   | 922   | Szenczi Judit Ferencvárosi TC                                       | 911   |